# 12047 Hideomitani
12047 Hideomitani (1997 GX3) là một tiểu hành tinh vành đai chính được phát hiện ngày 3 tháng 4 năm 1997 bởi K. Endate và K. Watanabe ở Kitami.